# Eustephia hugoei
Eustephia hugoei là một loài thực vật có hoa trong họ Amaryllidaceae. Loài này được Vargas mô tả khoa học đầu tiên năm 1976.